# Sayoko Kitabatake
Sayoko Kitabatake (en japonés: 北畠紗代子, Kitabatake Sayoko; nacida Sayoko Kawauchi, Higashiosaka, 24 de octubre de 1789) es una deportista japonesa que compitió en tiro con arco, en la modalidad de arco recurvo.
Ganó una medalla de plata en el Campeonato Mundial de Tiro con Arco al Aire Libre de 2003, en la prueba de equipo. Participó en tres Juegos Olímpicos de Verano, entre los años 2000 y 2008, ocupando el quinto lugar en Sídney 2000 (individual) y el octavo en Pekín 2008 (equipo).

## Palmarés internacional
| Campeonato Mundial al Aire Libre | Campeonato Mundial al Aire Libre | Campeonato Mundial al Aire Libre | Campeonato Mundial al Aire Libre |
| Año                              | Lugar                            | Medalla                          | Prueba                           |
| -------------------------------- | -------------------------------- | -------------------------------- | -------------------------------- |
| 2003                             | Nueva York (Estados Unidos)      | Medalla de plata                 | Equipo                           |